# Барди, Данио
Данио Барди (итал. Danio Bardi; 23 мая 1937, Скандиччи, Тоскана — 9 июля 1991, Флоренция) — итальянский ватерполист, полевой игрок. Олимпийский чемпион 1960 года, участник летних Олимпийских игр 1964 года.

## Биография
Данио Барди родился 23 мая 1937 года в итальянской коммуне Скандиччи.
Играл в водное поло за римский «Фьямме Оро» и «Флоренцию».
В составе сборной Италии дважды выигрывал медали ватерпольных турниров Средиземноморских игр: серебро в 1959 году в Бейруте и золото в 1963 году в Неаполе.
В 1960 году вошёл в состав сборной Италии по водному поло на летних Олимпийских играх в Риме и завоевал золотую медаль. Играл в поле, провёл 6 матчей, забросил 2 мяча (по одному в ворота сборных Румынии и Венгрии).
В 1964 году вошёл в состав сборной Италии по водному поло на летних Олимпийских играх в Токио, занявшей 4-е место. Играл в поле, провёл 5 матчей, мячей не забрасывал.
В 1959—1964 годах провёл за сборную Италии 60 матчей.
За спортивные заслуги был награждён золотой медалью Олимпийского комитета Италии.
Умер 9 июля 1991 года во Флоренции.